# Syllepte eriopisalis
Syllepte eriopisalis là một loài bướm đêm trong họ Crambidae.